# کورستاگتین
کورستاگتین (به انگلیسی: Quercetagetin) با فرمول شیمیایی C۱۵H۱۰O۸ یک ترکیب شیمیایی با شناسه پاب‌کم ۵۲۸۱۶۸۰ است. که جرم مولی آن ۳۱۸٫۲۳ g/mol می‌باشد. 